# Gefecht bei Villmergen
Das Gefecht bei Villmergen fand am 11. Januar 1841 statt und war Teil des Aargauer Klosterstreits. Der Streit führte zum letzten Krieg in der Schweiz, dem Sonderbundskrieg. Zuvor waren im Kanton Aargau um 1841 die Klöster verstaatlicht und die Klosterschulen aufgehoben worden. Diese Massnahmen empfanden die konservativen Katholiken als schweren Schlag, da sie weiterhin an den traditionellen kirchlichen Einflüssen festhielten.

## Hintergrund
In der Schweiz spitzte sich der Konflikt zwischen den radikal-liberalen Reformierten und den konservativen Katholiken immer weiter zu. Ende 1840 wurde eine neue Verfassung erarbeitet, die sich kaum von der bisherigen unterschied. Dieser erste Entwurf wurde in einer Volksabstimmung abgelehnt, vor allem von den radikal-liberalen Kräften. Ein zweiter, im Sinne der reformierten Bevölkerungsgruppen gestalteter Entwurf wurde schliesslich am 5. Januar 1841 mit 58 % Zustimmung angenommen. Diese Verfassung sah vor, dass in den Behörden nicht zwingend eine 50/50% Vertretung von Reformierten und Katholiken gewährleistet sein musste. Besonders im Kanton Aargau wurden die Auswirkungen deutlich. Während das konservativ-katholische Freiamt die neue Verfassung ablehnte, unterstützte der liberal-reformierte Rest des Kantons sie.

## Entstehung des Konflikts
In der Folge bildete sich eine Gegenbewegung gegen den Liberalismus, allen voran das Bünzer-Komitee aus dem Bezirk Muri (Freiamt). Dieses Komitee strebte einen konservativen Putsch im Kanton Aargau an und organisierte mehrere Volksversammlungen, um gegen die Volksabstimmung und die kantonale Regierung zu protestieren. Schliesslich ordnete die Kantonsregierung die Verhaftung der Komiteemitglieder an. Am 10. Januar 1841 begab sich der Regierungsrat Franz Waller mit Landjägern nach Muri, um diese Festnahmen durchzuführen. Der Schritt führte zu einer Eskalation in der angespannten Lage.
Eine wütende Menschenmenge befreite die Verhafteten, woraufhin die Freiämter Katholiken einen Landsturm organisierten, um durch einen Aufstand gegen die Verhaftungen und die neue Verfassung zu protestieren. Dieser Aufstand eskalierte schliesslich zum Gefecht bei Villmergen.

## Verlauf und Folgen des Gefechts
Das Gefecht dauerte nur kurz, da die Regierungstruppen den Aufstand der Freiämter Katholiken kläglich niederschlugen. Insgesamt kamen dabei sieben Aufständische sowie zwei Soldaten ums Leben. Mit der Niederschlagung des konservativen Aufstands im Aargau behielten die liberalen Kräfte die Oberhand. Um ihre Kontrolle über den Kanton zu festigen, beschlossen die radikal-liberalen Vertreter daraufhin die Schliessung sämtlicher Klöster im Aargau. Diese Massnahme wurde nicht nur als harte Provokation gegenüber den konservativen Kantonen empfunden, sondern löste auch eine Provokationsspirale aus, die letztlich im Ausbruch des Sonderbundskrieges mündete.